# Snarestone
Snarestone är en ort och civil parish i Storbritannien.   Den ligger i grevskapet Leicestershire och riksdelen England, i den södra delen av landet, 160 km nordväst om huvudstaden London. Snarestone ligger 100 meter över havet och antalet invånare är 296.
Terrängen runt Snarestone är platt. Runt Snarestone är det tätbefolkat, med 343 invånare per kvadratkilometer. Närmaste större samhälle är Tamworth, 14,5 km väster om Snarestone. Trakten runt Snarestone består till största delen av jordbruksmark.